# Spice
Spice ([спайс] с англ. — «специя») — британская рок-группа, образовавшаяся в 1967 году в Лондоне, Англия (сначала под названием The Stalkers [сталкерз] «Следопыты») и переименовавшаяся в 1969 году в Uriah Heep. В состав Spice входили Дэвид Байрон (вокал), Мик Бокс (гитара), Пол Ньютон (бас-гитара) и Найджел Пегрум (ударные). Последний впоследствии вышел из состава и позже присоединился к Steeleye Span: его заменил Алекс Нэпьер.
Первоначально менеджером Spice был отец Пола Ньютона. Группа активно гастролировала и выступала в известных клубах — таких, например, как Marquee, — но от коммерческого прорыва была далека. Положение дел изменилось в конце 1969 года после того, как вести её дела взялся Джерри Брон, пригласивший клавишника Кена Хенсли, который играл до этого в The Gods и Toe Fat.
Группа выпустила один сингл «What About The Music»/«In Love» (United Artists Records UA 22461968) и приступила к записи дебютного альбома, как раз в тот момент, когда произошла её трансформация в Uriah Heep. Песни, записанные Spice, были изданы позже в двух сборниках: «The Lansdowne Tapes» (собрание записей как Spice, так и ранних Uriah Heep 1968—1971 годов, выпущено в 1994 году) и «A Time of Revelation» — антология из 4 дисков Uriah Heep, включавшая в себя и материал 1968—1969 годов; выпуск 1996 года. В этих сборниках представлены следующие композиции Spice: «Astranaza», «Born In A Trunk», (вокальная и инструментальная версии), «Celebrate», «I Want You Babe», «In Love», «Magic Lantern», «Schoolgirl», and «What About The Music». Две песни дебютного альбома Uriah Heep были также записаны участниками Spice до прихода Хенсли (с участием клавишника Колина Вуда): «Come Away Melinda» и «Wake Up (Set Your Sights)».

## Интересные факты
- Spice в какой-то момент выступили на одной концертной сцене с Keef Hartley Band, группой, в составе которой играл будущий басист Uriah Heep Гэри Тэйн. «…Нет, мы тогда с ним не общались, но группа была очень хороша»[3], — вспоминал Мик Бокс.

## Дискография
- The Lansdowne Tapes (1994)
- A Time of Revelation (1996)